# Hipogeu Camps i Nonell
L'Hipogeu Camps i Nonell és un sepulcre del municipi de Lloret de Mar (Selva) que forma part de l'Inventari del Patrimoni Arquitectònic de Catalunya. Obra d'Ismael Smith Marí (1886-1972), està situat al marge esquerre del passeig central del Cementiri de Lloret de Mar.

## Descripció
Al solar núm. 3 dels solars que foren destinats a la construcció d'hipogeus de primera classe hi ha aquesta obra singular que destaca del conjunt funerari del cementiri. El material de construcció de l'hipogeu és la pedra de Montjuïc i el gres de la Sénia de Tarragona. L'escultura de Smith és una figura estilitzada i idealitzada del tema femení, amb referències procedents del moviment prerafaelita i del Simbolisme. A l'obra, caracteritzada com a Modernista i Simbolista, Alcoy hi troba relacions i connexions amb Aubray Bradsley, Auguste Rodin i el renaixentista Boticelli.

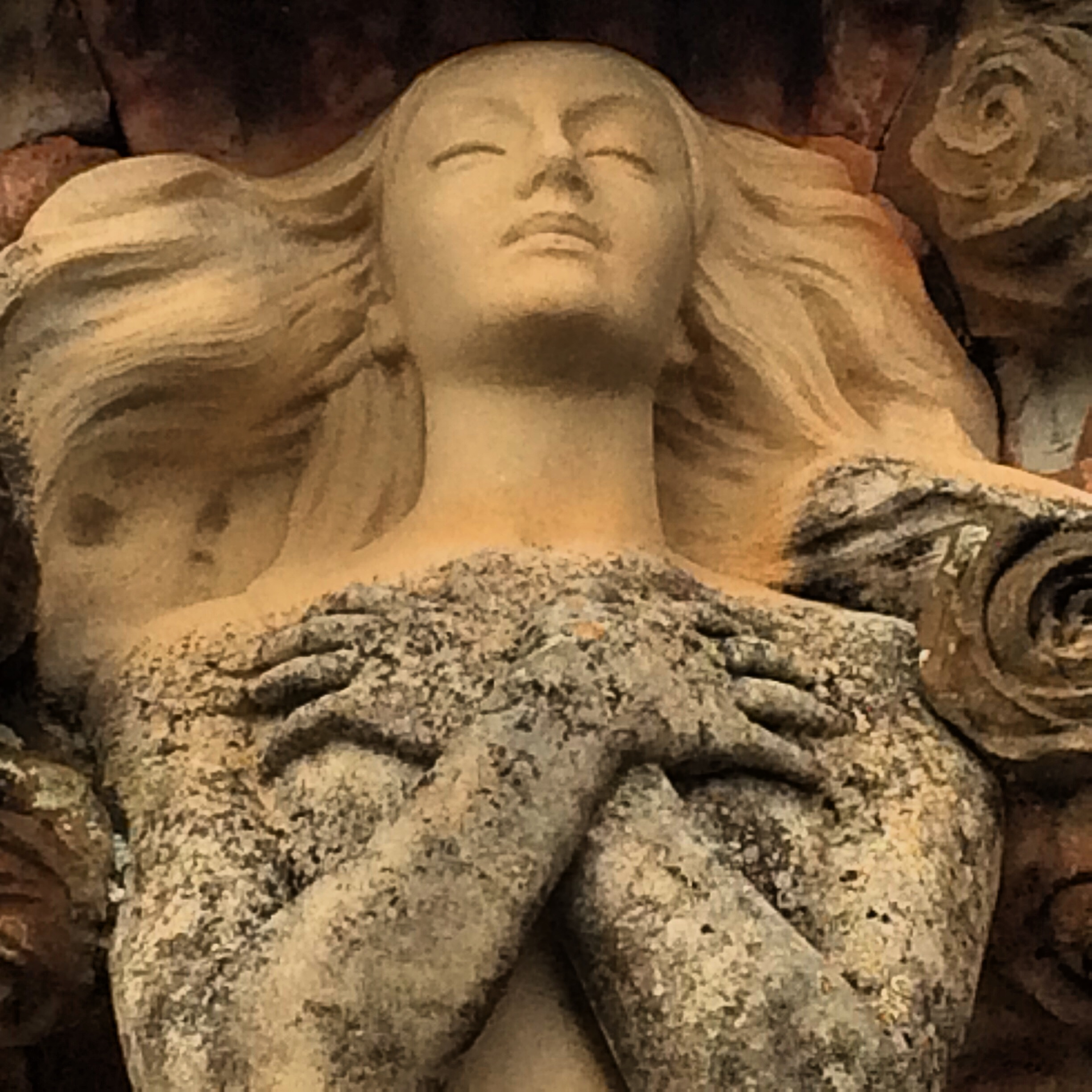
Detall de l'escultura

La iconografia de l'escultura és una dona jove, que destaca pel tipus de pedra, envoltada d'un roser que la cobreix i l'emmarca. Té les mans creuades al pit, els ulls tancats i una ofrena floral disposada de manera circular al voltant del bust, sota una forma de creu llatina orgànica. El sepulcre i la dona dreta, malencònica i serena, suggereixen l'elevació i l'ascensió.
Pel que fa a la identificació del sepulcre, hi ha unes lletres superposades en bronze amb el nom de la família (FAMILIAS CAMP NONELL) sobre una superfície corbada que prescindeix de la idea de làpida sepulcral rectangular. L'hipogeu es tanca amb quatre pilons (amb forma de branques de roser i connectats per cadenes)
Quant al Cementiri de Lloret de Mar, és reconegut per oferir un dels conjunts d'escultura funerària modernista més importants del país. El cementiri s'articula al voltant l'avinguda Principal i la de Sant Josep (lateral esquerra). El conjunt de sepultures més interessants, la majoria de les quals estan realitzades amb pedra de Montjuïc (Barcelona) o de Girona, i amb marbre, en alguns casos de Carrara (Itàlia), són les sepultures ricament esculpides dels rics lloretencs: indianos que havien arribat de fer fortuna, metges, notaris i rendistes. Hi ha obres projectades pels arquitectes Bonavenutura Conill i Montobbio (1876-1946), Vicenç Artigues i Albertí (1876-1963), Josep Puig i Cadafalch (1862-1957) i Antoni M. Gallissà (1861-1903); i esculpides, entres d'altres, per Ismael Smith i Marí (1886-1972).

## Història
Fou un projecte executat per Ismael Smith i Marí entre 1908 i 1910 i publicat a "Pequeñas Monografias de Arte", Madrid, 1911. Ha estat atribuïda a Bonaventura Conill (Bohigas, 1893) i a Gaudí, però no fou creada per cap arquitecte, sinó per l'escultor i dibuixant Ismael Smith (1886-1972). La propietària era Ana Novell, vídua de Camps.
Pel que fa al cementiri, les primeres referències d'un nou cementiri són de 1874, però oficialment es va començar a tractar la necessitat de construir un nou cementiri més allunyat de la vila l'any 1891. El terreny escollit fou el lloc anomenat Mas d'en Bot, al costat de la capella de St Quirze (Vegeu la fitxa de l'ermita de St. Quirze) i que pertanyia al Sr. Salvador Bianchi. Les obres van començar el 1896-1899 i van acabar el 1901. La capella es va acabar el 1903, i fou construïda per Joan Soliguer. Pel que fa als panteons i hipogeus de primera classe, aquests varen ser encomanats majoritàriament a arquitectes. Els projectes dels panteons i hipogeus del nou cementiri foren d'A M. Gallissà, J. Puig i Cadafalc, V. Artigas i Albertí, B. Conill i Montobbio i R. M. Ruidor.